# بشمزین
بشمزین (به عربی: بشمزين) یک منطقهٔ مسکونی در لبنان است که در شهرستان کوره واقع شده‌است.